# Lenguas ndu
Las lenguas ndu son la subfamilia mejor conocida de la familia Sepik en Nueva Guinea septentrional. Ndu es el término para 'hombre' en las lenguas de este grupo. Como familia lingüística fueron identificadas por primera vez por C. L. Kirschbaum en 1922.

## Lenguas de la familia
El abelam es la lengua con el mayor número de hablantes unos 45 mil, aunque el iatmül ha sido mejor estudiado. Existen entre 8 y 12 lenguas ndu, depdende de si ciertas variedades se clasifican como lenguas independientes. Ethnologue lista 16 variedades diferentes.
Iatmül, Ngala, Manambu, Yelogu, Abelam (Ambulas), Boiken, Sawos/Malinguat (Keak, Sos Kundi, Gaikundi), Kwasengen (Hanga Hundi), Burui, Koiwat, Sengo.

## Descripción lingüística

### Fonología
La mayor parte de lenguas del Sepik vecinas tienen sistemas vocálicos formados por /ɨ, ə, a/, que fonológicamente sólo contrastan respecto a abertura vocálica. Los alófonos [i, e, u, o] siempre son resultado de asimilación fonética de /ɨ, ə/ con las consonantes adyacentes:
[+ palatal] + /ɨ/ > [i]
[+ labial] + /ɨ/ > [u]
[+ palatal] + /ə/ > [e]
[+ labial] + /ə/ > [o]
Las lenguas del grupo ndu han reducido este sistema trivocálico aún más a sólo dos unidades /ə, a/, y en ellas [ɨ] es sólo un alófono usado a modo de epéntesis para grupos consonánticos complicados en palabras compuestas. Dentro de una palabra simple, [ɨ] sólo aparece entre consonantes similares, y parece también explicable como resultado de epéntesis. Esto hace de las lenguas ndu un raro caso tipológico de sistema vocálico formado por dos unidades. Aunque los sistemas bivocálicos como este también se dan en arrernte, una lengua australiana, y algunas lenguas caucásicas noroccidentales. Aunque, en estas lenguas se da un número elevado de alófonos vocálicos diferentes como resultado de asimilación.

### Comparación léxica
Los numerales en diferentes lenguas ndu:
| GLOSA | Ambulas (Abelam) | Boikin   | Iatmül    | Malinguat | Manambu     | PROTO- NDU  |
| ----- | ---------------- | -------- | --------- | --------- | ----------- | ----------- |
| '1'   | nɑkuɾɑk          | nɑvɑ     | kɨta      | kɨte      | nɑkʰ        | *na-kɨta    |
| '2'   | vidik            | iɾik     | βɨɾɨɾɨk   | βli       | vɨti        | *βɨri       |
| '3'   | kubuk            | nuŋulik  | kuβul     | kɨβʉk     | mʊŋgwʊl     | *nu-kubul   |
| '4'   | vidik vidik      | nemɑnje  | ainak     | ainak     | ɑli         |             |
| '5'   | tɑmbɑ            | wɑŋɾɑmbɑ | tambanak  | tambanak  | tɑmbɑmb     | *tamba      |
| '6'   | 5+1              | 5+1      | siɾakɨta  | sla kɨte  | ɑmbwʊn      | *5+1        |
| '7'   | 5+2              | 5+2      | siɾaβɾi   | sla βli   | ɑmbɨti      | *5+2        |
| '8'   | 5+3              | 5+3      | siɾakuβul | sla kɨβʉk | ɑmbɑmʊŋɡwʊl | *5+3        |
| '9'   | 5+4              | 5+4      | siɾaai̯nak | sla ainak | ɑmbɑli      | *5+4        |
| '10'  | vidik tɑmbɑ      | 5+5      | tambaβɾi  | tambli    | tɑmbɑti     | *tamba βɨri |